# 446
446（四百四十六、よんひゃくよんじゅうろく）は自然数、また整数において、445の次で447の前の数である。

## 性質
- 446は合成数であり、約数は 1, 2, 223, 446 である。
  - 約数の和は672。
    - 約数の和が倍積完全数672となる4番目の数である。1つ前は429、次は455。
    - 約数の和が倍積完全数になる12番目の数である。1つ前は429、次は455。

  - 約数の個数が3連続(445,446,447)で同じになる14番目の中央の数である。1つ前は394、次は604。
- 137番目の半素数である。1つ前は445、次は447。
- 各位の和が14になる30番目の数である。1つ前は437、次は455。
- 完全数を並べた数列において第二階差数列の初項が446である。次は7164。(オンライン整数列大辞典の数列 A139230)

例. 446 = (496 − 28) − (28 − 6)
- 異なる3つの平方数の和8通りで表せる最小の数である。次は614。(オンライン整数列大辞典の数列 A025346)
- 異なる3つの平方数の和 n 通りで表せる最小の数である。1つ前の7通りは341、次の9通りは689。(オンライン整数列大辞典の数列 A025415)
- n = 446 のとき n と n + 1 を並べた数を作ると素数になる。n と n + 1 を並べた数が素数になる56番目の数である。1つ前は440、次は450。(オンライン整数列大辞典の数列 A030457)

## その他 446 に関連すること
- 西暦446年
- レンフェ446系電車 - レンフェ447系電車やCiviaとともに、より効率的なサービスを提供できるよう設計されたレンフェ（スペインの国有鉄道）の電車のシリーズの一種。
- 446 (MC) - 日本のレゲエMC
- 446は、2012年6月16日に発売されたSHINGO★西成の客演作品。
- 日本航空シェレメーチエヴォ墜落事故は、1972年11月28日にソ連の首都モスクワの空港で、日本航空機446便が離陸直後に墜落した航空事故である。
- ラドフォード (DD-446) - アメリカ海軍の駆逐艦。